# Andrij Nesmatschnyj
Andrij Mykolaiowytsch Nesmatschnyj (ukrainisch Андрій Миколайович Несмачний; UEFA-Transkription Andriy Nesmachniy; * 28. Februar 1979 in Brjansk) ist ein ehemaliger ukrainischer Fußballspieler.

## Karriere
Nesmatschnyj ist ein Absolvent der Fußballschule von Tawrija Simferopol. 1997 wechselte er zum ukrainischen Serienmeister und Pokalsieger Dynamo Kiew, bis 2001 wurde er sowohl in der ersten als auch in der zweiten Mannschaft eingesetzt, seit dieser Zeit war er Stammspieler der ersten. Der linke Außenverteidiger spielte mehr als 200-mal in der ersten ukrainischen Liga. 
Für die ukrainische Nationalmannschaft bestritt er insgesamt 67 Einsätze. Sein Debüt bestritt er im April 2000 gegen Bulgarien. Im März 2009 entschied er sich, seine Nationalmannschaftskarriere zu beenden, um sich mehr auf seinen Verein zu konzentrieren. Als sein Vertrag 2011 bei Dynamo Kiew auslief, beendete er seine Profikarriere, um sich weiter als Zeuge Jehovas engagieren zu können.
Vom ukrainischen Nationaltrainer Oleh Blochin wurde er in den 23-köpfigen Kader für die Fußball-WM 2006 berufen, wo er alle fünf Spiele bestritt.

## Erfolge
- Ukrainische Meisterschaft: 1999/2000, 2000/01, 2002/03, 2006/07, 2009
- Ukrainischer Pokal: 1999/2000, 2002/03, 2004/05, 2005/06, 2006/07
- Ukrainischer Supercup: 2004, 2006, 2007, 2009
- Pokal Erster Kanal: 2008
- GUS-Pokal: 1996, 1997, 1998, 2002
- Teilnahme an einer WM: Fußball-Weltmeisterschaft 2006 (5 Einsätze)

## Sonstiges
Sein Nachname bedeutet übersetzt „der Unappetitliche“.